# III. János nyitrai püspök
III. János volt a nyitrai egyházmegye 18. püspöke (1302–1328).

## Élete
Már püspökké választása előtt és III. András életében Károly Róbert trónigényét támogatta, és (egy megingással) később is kitartott mellette.
Miután Gentilis bíboros 1311. július 6-án(?) kiközösítette az egyházból Csák Mátét, a feldühödött nagyúr dúlni kezdte a kiskirálysága területén található egyházi birtokokat. Első lépésként Mihály fia Simon vezetésével Nyitra ellen küldte jól felfegyverzett hadát. Ő maga a közelben várta ki, hogy Simon serege bevegye a kevéssé védett várat. A várost és a várat is  gyorsan bevették, majd felprédálták és felgyújtották. A falakat, a tornyokat földig rombolták. 
Ezután Simon a püspököt maga elé idézte, szidalmazta, gyalázta, és tőrét kirántva úgy tett, mintha meg akarná gyilkolni, ezt azonban a terembe lépő Csák Máté „megakadályozta” abban a reményben, hogy így kedvezőbb színben tüntetheti fel magát a tőle elfordult nép szemében (esetleg még a kiközösítéshez csatlakozott püspököt is engedékenységre bírhatja).
A színjáték nem hatott a püspökre, mire Simon megszállta a várost. A püspök összes jövedelmét lefoglalta, a hozzá hű jobbágyokat kínozta, alattvalóit sarcolta. Máté további hívei hasonképpen dúlták a püspök távolabbi birtokait:
- Csekét,
- Körtvélyest,
- Pereszlényt,
- Alsó- és Felsőköröskényt,
- Diákfalvát,
- Dubniczát,
- Podluzsánt,
- Szkacsányt,
- Kis- és Nagyemőkét,
- Pogrányt.

Maga Csák Máté a Trencsén körüli birtokokra vetette magát; a püspök trencséni házában kutyáit és pecéreit szállásolta el.
Csák csatlósai learatták a püspöki jobbágyok vetéseit, lekaszálták rétjeiket, elrabolták javaikat, őket magukat pedig mindenféle munkákra kényszerítették. A jobbágyokat utóbb saját földjeire telepítette át. Mindezek hatására János püspök végül — jövedelmeinek szabad élvezete, Nyitra háborítatlan birtoka, a megye független kormányzása ígéretében — meghódolt a zsarnoknak. Csák Máté az ígéretét sem tartotta meg. Amikor János végre belátta, hogy nemcsak a királypártiakat dühítette magára, de a Csákok híveitől sem lesz nyugta, Kalocsára menekült. Ott felpanaszolta ügyét püspöktársainak, és ők újra kiközösítették Csák Mátét. János püspök fölületes becslés alapján bejelentett kára mintegy 5000 márka volt.